# Línea A del Metro de la Ciudad de México
La Línea A del Metro de la Ciudad de México es una de las doce líneas del Metro de la capital de México. Fue inaugurada el 12 de agosto de 1991 y es la novena línea en incorporarse al sistema. Está integrada por 10 estaciones y tiene 17.2 kilómetros de longitud que abarcan las alcaldías Iztacalco e Iztapalapa de la Ciudad de México y el municipio de La Paz en el Estado de México. Tiene correspondencia con tres líneas del Metro y su color distintivo es el morado. En 2022 la línea fue usada por 88 millones de pasajeros.

## Historia

### Construcción
El Plan maestro del Metro de 1985 contemplaba la construcción de una red de ocho líneas alimentadoras para el sistema de Metro, las cuales usarían letras en lugar de números para su identificación, utilizarían rodadura férrea en lugar de neumática y tendrían seis vagones en lugar de nueve. Del proyecto inicial sólo se construyó la línea A, la cual terminó incorporada al Metro como una línea más del sistema.
La línea A fue inaugurada el 12 de agosto de 1991 por el presidente de México, Carlos Salinas de Gortari, el regente del Distrito Federal Manuel Camacho Solís, y el gobernador del Estado de México, Ignacio Pichardo Pagaza. Fue la primera línea del metro en usar trenes de rodadura férrea alimentados por catenarias en lugar de usar rodadura neumática. Su trazado consistía de 17.2 kilómetros de vías con diez estaciones. Fue la segunda línea en incorporar estaciones colocadas en el Estado de México, después de la estación Cuatro Caminos de la línea 2 del Metro.
Desde su inauguración hasta 2013 el acceso a la línea estaba separado del resto del sistema de Metro, requiriendo el pago de un segundo boleto para transbordar hacia la línea A. El 13 de diciembre de 2013 se suprimió el doble pago.

### Propuesta de ampliación a Chalco
La ampliación de la Línea A se anunció inicialmente el 1 de diciembre del 2012 por el presidente de México, Enrique Peña Nieto, como parte de varios proyectos de infraestructura de tipo ferrocarrilero en el país. El 13 de diciembre del 2013 se presentó el proyecto de ampliación, consistente la expansión de la línea hacia los municipios de Chalco y Valle de Chalco, con la incorporación de seis estaciones y dos terminales.
El 19 de febrero del 2016, el secretario de Comunicaciones y Transportes, Gerardo Ruiz Esparza, anunció un recorte presupuestal de 12,254 millones de pesos, con lo cual se afectarían varios proyectos a cargo de la secretaría. El 3 de marzo del 2016, Miguel Ángel Mancera anunció la cancelación de la expansión de la Línea A, como resultado del recorte presupuestal. El 20 de marzo del 2016,  Miguel Ángel Mancera, tras una reunión con las autoridades de la Secretaría de Hacienda y Crédito Público, informó a los medios de comunicación la asignación de 250 millones de pesos por parte de la secretaría citada para reactivar el proyecto de ampliación.

## Estaciones
| Estación          | Iconografía                       | Inauguración         | Ubicación  | Tipo de estación            | Construcción | Conexiones |
| ----------------- | --------------------------------- | -------------------- | ---------- | --------------------------- | ------------ | --- |
| Pantitlán         | Dos banderas                      | 12 de agosto de 1991 | Iztacalco  | Terminal de correspondencia | Subterránea  | Correspondencia - Línea 1 - Línea 5 - Línea 9 Otros servicios - CETRAM Pantitlán - Pantitlán - Pantitlán - Línea 168 - Pantitlán - Rutas: 11-B, 11-C, 19-F, 19-G |
| Agrícola Oriental | Dos espigas de trigo              | 12 de agosto de 1991 | Iztacalco  | Paso                        | Superficie   | Otros servicios - Líneas: 162-B, 163, 163-A, 163-B, 164, 166, 167 - Ruta 11-G                                                                                    |
| Canal de San Juan | Canoa sobre una corriente de agua | 12 de agosto de 1991 | Iztacalco  | Paso                        | Superficie   | Otros servicios - Canal de San Juan (a distancia) - Líneas: 47-A, 162-B, 163, 163-A, 163-B, 164, 166, 167                                                        |
| Tepalcates        | Vasija                            | 12 de agosto de 1991 | Iztapalapa | Paso                        | Superficie   | Otros servicios - CETRAM Tepalcates - Tepalcates - Líneas: 162-B, 163, 163-A, 163-B, 164, 166, 167 - Tepalcates - Rutas: 9-D, 9-E                                |
| Guelatao          | Museo Cabeza de Juárez            | 12 de agosto de 1991 | Iztapalapa | Paso                        | Superficie   | Otros servicios - Líneas: 162-B, 163, 163-A, 163-B, 164, 166, 167 - Ruta 9-D                                                                                     |
| Peñón Viejo       | Glifo azteca de un cerro          | 12 de agosto de 1991 | Iztapalapa | Paso                        | Superficie   | Otros servicios - Líneas: 162-B, 163, 163-A, 163-B, 164, 166, 167                                                                                                |
| Acatitla          | Cañaveral                         | 12 de agosto de 1991 | Iztapalapa | Paso                        | Superficie   | Otros servicios - Líneas: 162-B, 163, 163-A, 163-B, 164, 166, 167                                                                                                |
| Santa Marta       | Silueta de Santa Marta de Betania | 12 de agosto de 1991 | Iztapalapa | Paso                        | Superficie   | Otros servicios - CETRAM Santa Marta - Santa Marta - Líneas: 1-D, 52-C - Santa Marta                                                                             |
| Los Reyes         | Tres coronas                      | 12 de agosto de 1991 | La Paz     | Paso                        | Superficie   | |
| La Paz            | Paloma volando                    | 12 de agosto de 1991 | La Paz     | Terminal                    | Superficie   | Otros servicios - CETRAM La Paz |

## Afluencia por estación
De acuerdo con el registro del Metro de la Ciudad de México, la afluencia promedio de la Línea A durante el 2014 fue la siguiente:
| Tipo de día   | Afluencia promedio |
| ------------- | ------------------ |
| Día festivo   | 90,740             |
| Día laboral   | 188,738            |
| Fin de semana | 123,631            |
| Anual         | 167,770            |

La siguiente tabla muestra cada una de las estaciones de la Línea A, el total y el promedio de pasajeros diarios durante 2022.
| Estación          | Tipo de estación              | Ranking Local | Ranking General | Total de Pasajeros | A diario |
| ----------------- | ----------------------------- | ------------- | --------------- | ------------------ | -------- |
| Pantitlán         | Terminal / De correspondencia | 1°/10         | 3°/175          | 27,125,243         | 74,315   |
| La Paz            | Terminal                      | 2°/10         | 13°/175         | 13,185,905         | 36,125   |
| Santa Marta       | De paso                       | 3°/10         | 17°/175         | 11,469,310         | 31,422   |
| Tepalcates        | De paso                       | 4°/10         | 41°/175         | 7,449,534          | 20,409   |
| Los Reyes         | De paso                       | 5°/10         | 58°/175         | 6,187,144          | 16,951   |
| Acatitla          | De paso                       | 6°/10         | 73°/175         | 5,570,877          | 15,262   |
| Guelatao          | De paso                       | 7°/10         | 84°/175         | 5,190,309          | 14,220   |
| Peñón Viejo       | De paso                       | 8°/10         | 96°/175         | 4,421,246          | 12,113   |
| Canal de San Juan | De paso                       | 9°/10         | 105°/175        | 4,134,819          | 11,328   |
| Agrícola Oriental | De paso                       | 10°/10        | 124°/175        | 3,350,796          | 9,180    |

## Material rodante
La línea A ha tenido diferentes tipos de material rodante a lo largo de los años.
- FM-86: 1991-presente
- FM-95A: 1998-2020
- FE-07: 2010-presente

Actualmente, de los 390 trenes de la red del Metro de la Ciudad de México, 17 se encuentran en servicio en la Línea A.
Cabe mencionar que esta línea cuenta con una vía de enlace a los talleres Zaragoza, por la cual se introducen los trenes a ella, o para trasladarlos a dichos talleres en caso de ser necesario; sin embargo, esta no corre por medio de un túnel o plataforma reservada, sino que está situada a nivel de calle sobre la Calz. Ignacio Zaragoza; además, el mantenimiento de los trenes de esta línea se efectúa exclusivamente en los talleres de La Paz, siendo una de las únicas dos líneas del Metro que no cuentan con una vía de correspondencia propiamente dicha con otras líneas del sistema, seguida por la línea 12.